# Avenida dos Pastorinhos

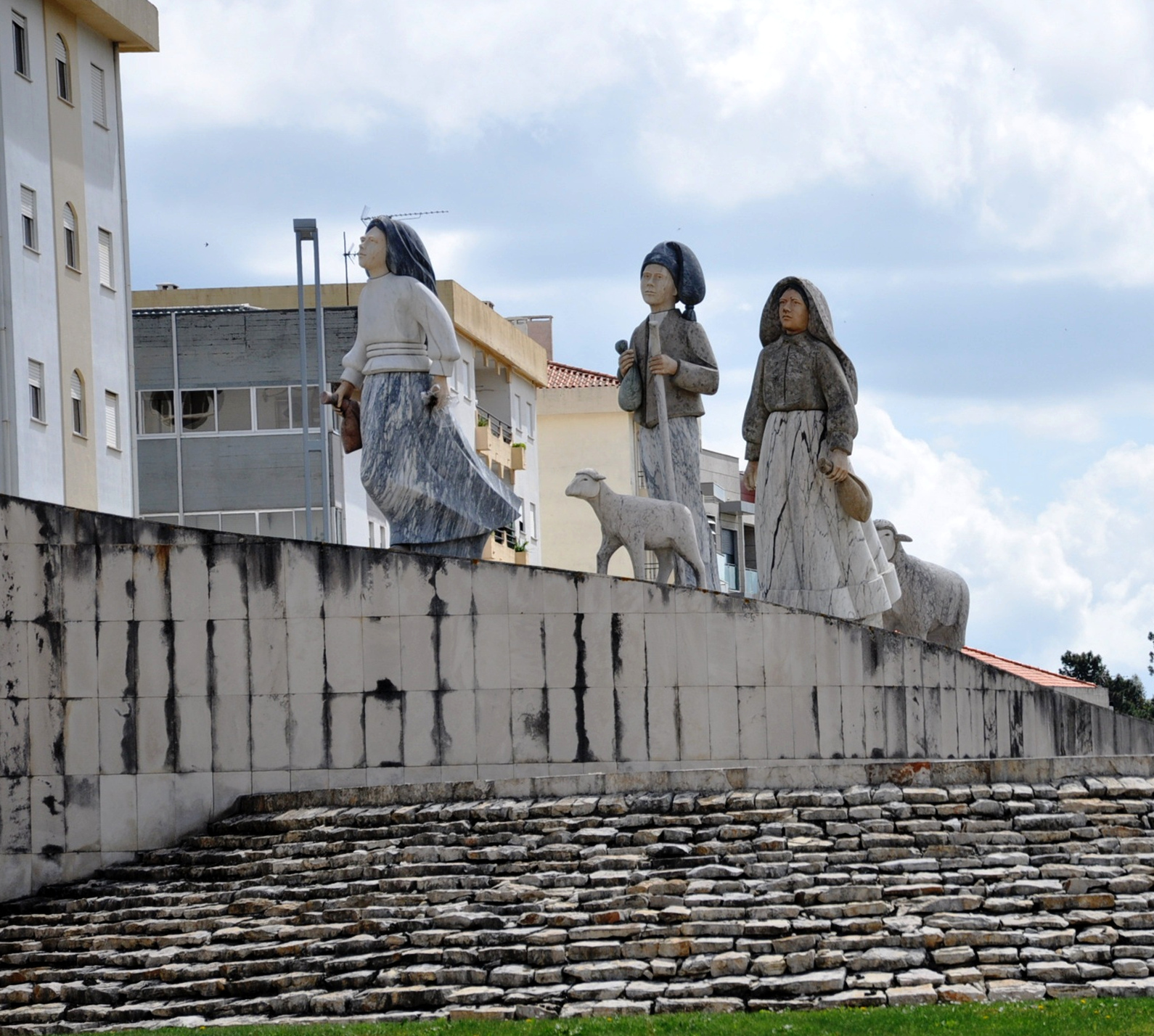
Monumento aos três pastorinhos de Fátima na rotunda e início da avenida a eles dedicada.

A Avenida dos Pastorinhos é uma das principais avenidas da cidade de Fátima, em Portugal. Pertence ao lugar da Cova da Iria, a zona nobre da cidade de Fátima e da região do Centro, na Beira Litoral, onde, na atualidade, existem numerosos conventos, hotéis e condomínios de luxo.
Resultante de uma renomeação de toponímia efetuada a um antigo troço da Estrada de Minde (EN360), e ligando este à atual Rotunda dos Pastorinhos, esta avenida encontra-se no lado sul da Cova da Iria e dá acesso pedestre e rodoviário aos milhares de peregrinos que se dirigem ao Santuário de Fátima, assim como à aldeia de Aljustrel e aos locais de aparições do Anjo da Paz e de Nossa Senhora nos Valinhos.

## História

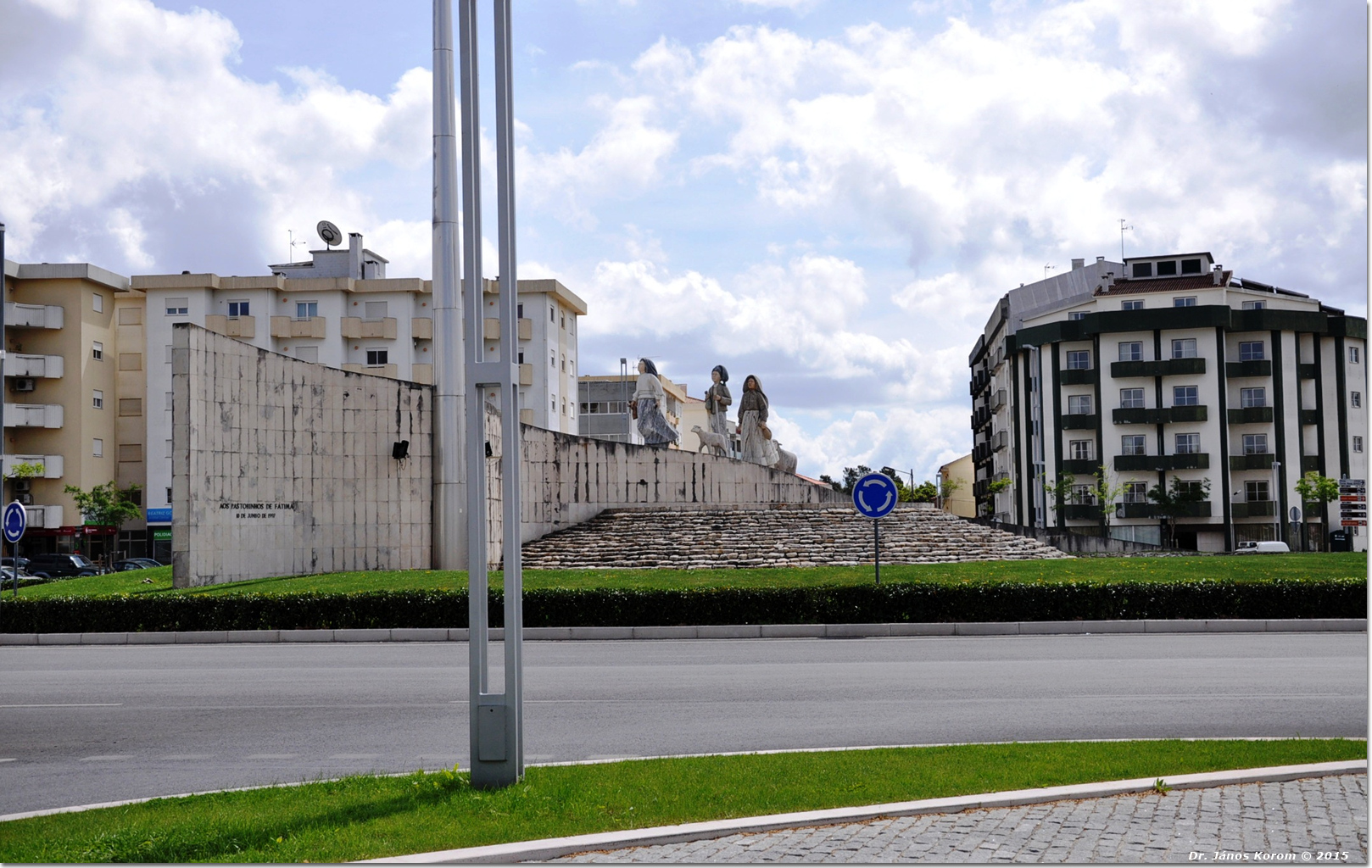
Vista geral da Rotunda dos Pastorinhos onde se inicia a avenida homónima em Fátima.

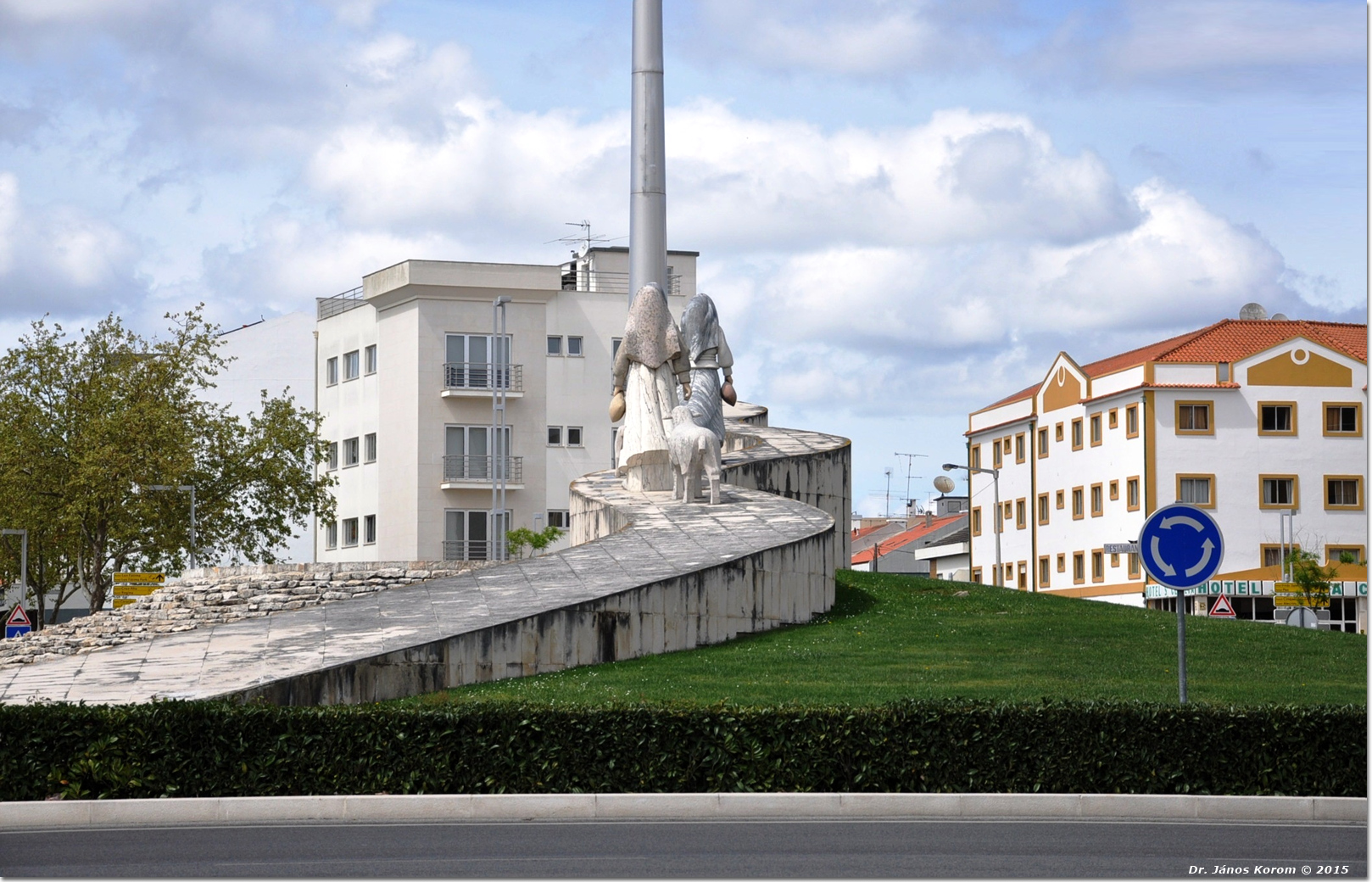
O monumento da Rotunda dos Pastorinhos visto a partir da Avenida dos Pastorinhos.

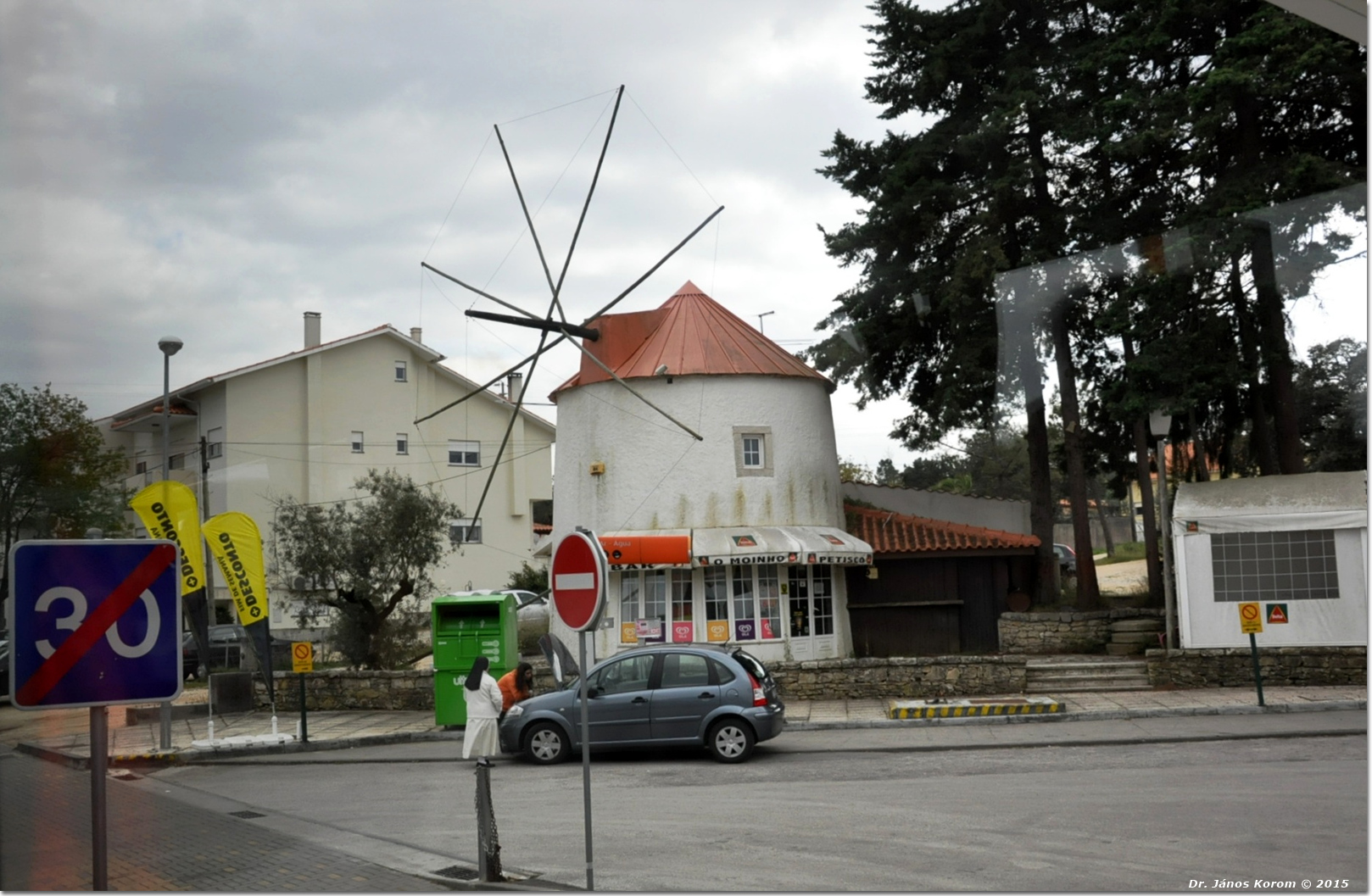
Bar "O Moinho" na Avenida dos Pastorinhos.

Em finais de 2002, no seguimento da publicação da carta apostólica Rosarium Virginis Mariae do Papa João Paulo II e dos insistentes apelos feitos pela Virgem Maria aos três pastorinhos – Lúcia dos Santos, Francisco e Jacinta Marto – para que se rezasse o terço todos os dias, o então pároco de Fátima reuniu vários donativos para a construção de 20 monumentos ou estações evocativas dos 20 mistérios do Santo Rosário, e iniciou sérias diligências para que esta via da chamada Estrada de Minde fosse renomeada com o nome de Avenida do Rosário de João Paulo II. Contudo, o pároco faleceu antes de ver realizado esse seu tão devotado projeto, pelo que essa ideia acabou sendo abandonada para tristeza de muitos dos residentes locais e dos inúmeros peregrinos a pé.
Em finais de 2009, uma nova petição foi publicamente apresentada e desta vez com a solicitação para que um troço rodoviário da Estrada de Minde, o qual já estava parcialmente integrado na malha urbana da cidade de Fátima, fosse renomeado e dedicado aos três pastorinhos videntes de Nossa Senhora. Esta petição, a qual contou com deliberações positivas por parte da Junta e da Assembleia de Freguesia de Fátima, foi remetida para a Comissão de Toponímia da Câmara Municipal de Ourém que, a 25 de outubro de 2011 emitiu um ofício com a aprovação formal da alteração proposta e também para que se atribuísse o topónimo Rotunda dos Pastorinhos à rotunda sul de Fátima.
Em maio de 2016, a imprensa da região do Centro (ou região das Beiras) noticiou amplamente as referidas alterações de toponímia, mas as mesmas ainda não tinham tomado efeitos práticos em termos de atualização nos mapas cartográficos e de colocação das placas identificativas (pendentes desde 2011).
Em 2017, Renato Carrasquinho avançou com um pedido formal à Junta de Freguesia de Fátima e à Câmara Municipal de Ourém para que o processo fosse concluído antes da visita papal que estava prevista para o mês de Maio desse mesmo ano e consequente canonização dos pastorinhos de Fátima, Francisco e Jacinta Marto. O Município de Ourém acedeu, finalmente, à conclusão do referido processo e, pouco depois, o próprio Papa Francisco acabaria por atravessar esta artéria da cidade de Fátima aquando da sua visita "como peregrino na esperança e na paz" por ocasião do Centenário das Aparições de Fátima.